# Dhuis
Die Dhuis (manchmal auch Dhuys geschrieben) ist ein Fluss in Frankreich, der in den Regionen Grand Est und Hauts-de-France verläuft. Sie entspringt an der Gemeindegrenze von Montmirail und Janvilliers, entwässert generell Richtung Nordwest und mündet nach rund 21 Kilometern im Gemeindegebiet von Celles-lès-Condé als linker Nebenfluss in den Surmelin. Auf ihrem Weg durchquert die Dhuis die Départements Marne und Aisne.

## Orte am Fluss
(Reihenfolge in Fließrichtung)
- Corrobert
- Artonges, Gemeinde Dhuys et Morin-en-Brie
- Pargny-la-Dhuys
- Montlevon
- Condé-en-Brie

## Besonderheiten
- Unterhalb von Artonges wird der Fluss von der teilweise aufgelassenen Bahnstrecke Mézy–Romilly-sur-Seine begleitet.
- In Pargny-la-Dhuys wird Wasser vom Flusses abgezweigt und über das Aqueduc de la Dhuis als unterirdische Wasserleitung nach Paris geleitet.